# Gumercindo Gómez
Gumercindo Gómez (21 gennaio 1907 – 31 gennaio 1980) è stato un calciatore boliviano, di ruolo attaccante.

## Carriera
Partecipò al Mondiale del 1930 con la Nazionale boliviana.